# Hottentotta tamulus
Hottentotta tamulus, znan tudi kot indijski rdeči škorpijon ali vzhodni indijski škorpijon, je vrsta škorpijona, ki spada v družino debelorepov (Buthidae). Prebiva v večjem delu Indije, vzhodnem Pakistanu in vzhodnih nižinah Nepala.

## Telesne značilnosti
V dolžino zraste od 5-9 cm. Obarvanost telesa se razlikuje od temno oranžne preko svetlo rdeče-rjave do temno rjave barve, na glavoprsju in mezosomi pa so lahko posejane sive pike. Noge in vrhovi pedipalpov so svetlo obarvani (oranžno-rumeno do svetlo rdeče-rjavo). Kot je značilno za škorpijone iz družine Buthidae, ima dokaj majhna klešča na pedipalpih, zmerno zadebeljene členke na repnem delu (metasomi) in razmeroma okrogel (bulbozen) strupni mehurček z dokaj veliko strupeno bodico.

## Življenjski prostor in navade
Indijski rdeči škorpijon je razširjen po poraslih nižinah s subtropskim oz. tropskim vlažnim podnebjem in pogosto prebiva v bližini človeških naselij ali v njih, še posebej na podeželju. Ugajajo mu različne površine, kot so grmičevje, travniki, žitna polja, drevesno lubje, nasadi mangov in plantaže evkaliptov.
Kot vsi drugi škorpijoni je nočno aktivna (nokturnalna) žival, ki se prehranjuje z majhnimi nevretenčarji, pa tudi z vretenčarji, kot so kuščarji. Do stika s človekom običajno pride ponoči ali zgodaj zjutraj, kot škorpijon pomotoma zaide v spalnico ali pade s stropa.

## Strupenost
Indijski rdeči škorpijon je po nekaterih podatkih najbolj strupeni škorpijon na svetu in predstavlja resen javno zdravstveni problem v gosto naseljenih območjih v Indiji in Nepalu. Raziskave so pokazale, da znaša stopnja smrtnosti od 8-40 %, med žrtvami pa prevladujejo otroci.
Zastrupitev se kaže kot močna krajevna bolečina, bruhanje, potenje, priapizem (boleča erekcija) ter pomodrelost kože in sluznic (cianoza), v hujših primerih pa še kot mišični krči, nizek ali visok krvni tlak (hipo- ali hipertenzija), počasen ali pospešen srčni utrip (bradi- ali tahikardija), nezavest in šok.
Strup vpliva torej predvsem na srčnožilni in dihalni sistem, kar velikokrat privede do pljučnega edema, zaradi česar se žrtev zaduši, ali do večorganske odpovedi. Najučinkovitejše zdravljenje je kombinacija protistrupa oz. antivenina in prazosina (antihipertenziv), kar zmanjša stopnjo smrtnosti na manj kot 4 %.
Kot pri vseh drugih škorpijonih je strup zapletena mešanica beljakovin; nekatere sestavine, kot je toksin tamapin, so bile v zadnjem času uspešno izolirane.